# 郷原洋行
郷原 洋行（ごうはら ひろゆき、1944年1月21日 - 2020年1月31日）は、鹿児島県鹿屋市出身の元騎手・元調教師。
元騎手の郷原洋司は次男。吉野勇は岳父。

## 経歴
実家は農家。五人兄弟の次男として生まれ、父親に育てられた。幼少期より農耕馬などに乗り馬に親しみ、周囲には普通に馬車が走っていた。馬車のタイヤはまだゴムも巻かれていない時代で、パワーのある馬が引っ張っていた。弁当は日の丸弁当が当たり前で、パンや牛乳を持ってくる子がいれば羨ましがられた。中学時代はマラソンを好きになったこともあったが、日本中央競馬会の騎手講習生募集の広告を見て、東京へ出たい一心で騎手を志す。中学卒業後の1959年に馬事公苑騎手養成長期課程へ入所し、修了後の1961年より騎手候補生として中山・大久保房松厩舎に入門。
1962年3月にデビューを果たし、同期には中島啓之・榎屋忍・中神輝一郎がいる。榎屋とは同じ列車に乗って28時間かけて上京し、騎手を目指した。同17日の中山第2競走4歳未勝利・シオカゼオー（12頭中12着）で初騎乗を果たすが、勝ったヒダノタカラに騎乗したのは同期の中神で、初勝利であった。4月22日の中山第1競走4歳以上20万下・アイデアルで初勝利を挙げ、10月6日の中山では初の1日2勝、12月8日と翌9日の中山では初の2日連続勝利を記録するなど初年度は8勝をマーク。2年目の1963年には31勝と躍進し、同年なら1992年まで30年連続2桁勝利を記録。3年目の1964年に38勝を挙げて全国9位に入り、初めてベストテンにランクインすると、1980年まで17年連続ベストテン入りを記録。同年の京王杯SHではクリライトに騎乗し、保田隆芳・高松三太・古山良司らベテランとの競り合いの末、4着まで同タイムの激戦を制して重賞初勝利。
1967年は79勝を挙げて初の関東リーディングに輝き、リュウズキで皐月賞を制して八大競走を初制覇。リュウズキはトライアルのスプリングステークスで外傷を負い、一度は皐月賞を断念したが、この年は厩務員ストライキで皐月賞が3週遅れで開催されたため、何とか怪我が癒えて出走できた。その後は一度、人間関係のもつれから挫折し、騎手を辞めて田舎に帰ろうとした事があった。その噂を耳にした馬主の栗林友二に「うちの会社に来てください」と呼び出され、社屋へ行くと1階の受付の前には多くの来訪者がいたが、郷原が受付に来社の理由を告げると、すぐに上階へ通された。8階の社長室へ通され、栗林に「皆、面会の順番待ちをしているのに何故すぐあげてもらえたか分かるか?」と言われた。小首を傾げる郷原に栗林は続けて「お前が騎手だからだぞ」と言い、郷原は翻意し、以降は騎手という仕事に誇りを持つようになった。
1968年には自己最多の85勝を挙げるなど順調に活躍していたが、1971年に右足に痛風を患う。靴を履くだけでも30分は要し、当時の医学では痛風は治療の難しい病気であったため、一時しのぎに痛み止めの注射を打つくらいしか出来なかった。痛みに耐えかねて一時は引退も考えたが、懇意であった馬主の栗林に説得されて翻意し、禁酒など食事制限をして生活習慣から変えるなど体質改善により痛風を克服。郷原は痛風を一生連れ添う友達だと考えて節制し、虎ノ門にある病院の先生と真剣に話し合って、痛風のメカニズムと、食事や運動で自分の体をどうコントロールすればいいかを教わった。その後は復調して1974年、1975年、1978年と3度の関東リーディングを獲得。この間にイチフジイサミで1975年に天皇賞（春）、プレストウコウで1977年の菊花賞を制覇。イチフジイサミの天皇賞（春）は断然人気のキタノカチドキ1頭と思い定めて、他馬は眼中にさえない徹底的なマークに終始し、抜き去ったところがゴールの横綱相撲で倒した。芦毛のプレストウコウは岡部幸雄、安田富男からバトンを受けて秋口の京王杯AHからコンビを組み始め、古馬相手の京王杯では2着に健闘。調子を上げてセントライト記念、京都新聞杯とトライアル連勝で臨むが、本番の菊花賞は短距離血統が嫌われて3番人気と案外に低い評価で迎える。レースは1000m通過タイムが60秒3の平均ペースで流れるが、2周目の向正面では14秒2-13秒8と極端に落ちる。2番手を進んだダービー馬ラッキールーラがたまらず先頭に立ち、それを合図に後続各馬が捲り気味に進出を開始するが、3コーナーの坂の頂上あたりでプレストウコウはズルズルと後退していく。場内にどよめきが広がるが、実は後退していくように見えただけであり、直線を向くと郷原の剛腕に励まされるように一気に伸びてゴール。本質的にステイヤーではないプレストウコウは脚を溜めるだけ溜めなければ勝機はなく、行く馬は行くだけ行かせて脚を溜め爆発的な末脚の餌食にするという郷原の頭脳的なファインプレーであった。
1976年には1月24日に香港・ハッピーバレー競馬場で行われたロイヤル・ホンコン・ジョッキークラブ主催の国際騎手招待競走「インターナショナルインビテーションカップ」に派遣され、濱學中山競馬場公正室長の同行で参戦 。レスター・ピゴット（イギリス）、フィリップ・パケ（フランス）、ジャンフランコ・デットーリ（イタリア）、ウィリー・カーソン（スコットランド）、ハリー・ホワイト（オーストラリア）ら各国のチャンピオン騎手と腕を競ったが、第4競走騎手招待杯（1800m）は9着、騎手招待プレート（1235m・11頭立て）は7着と2戦とも勝つことはおろか掲示板にも入れなかった。トウショウボーイ・クライムカイザーの対決となった札幌記念ではグレートセイカンに騎乗し、歴戦の古馬の凄まじい底力でマッチレースに持ち込みトウショウボーイをクビ差ねじ伏せ、クライムカイザーを遥か8馬身後方の3着に追いやった。1979年には1月15日の東京第10競走新春ハンデキャップ・ハヤグリーンで史上5人目となる通算1000勝を達成し、カシュウチカラ・スリージャイアンツで春秋の天皇賞を制覇。同年は64勝で初の全国リーディングを獲得し、1980年にはオペックホースで日本ダービーを制し、ダービージョッキー及び三冠騎手となる。スリージャイアンツは東信二、小島太からバトンを受けての騎乗となったが、早めスパートから東京の長い直線を追いまくりメジロファントムの追撃をハナ差しのいだ。3着のアサヒダイオーは7馬身も後方に置かれ、スリージャイアンツのバテずに伸びる粘り強い脚と郷原の剛腕が生きた。スリージャイアンツはその後フレグモーネから蹄葉炎を発症し、天皇賞（秋）が最後のレースになってしまったため、郷原は最初で最後のたった1回の代打で結果を残した。オペックホースは角田二郎オーナーと一緒にゴルフに行った時に依頼されて乗るようになったが、角田はダービー直前に死去。弔い合戦という感じで、郷原や佐藤勇調教師や厩舎のスタッフも皆、強い想いを持って臨んだ。剛腕の郷原も「入線後はヘトヘトになった」と言うほど、ゴール前は大本命馬モンテプリンスと叩き合い、同郷の先輩で公私ともに交流があった吉永正人と名勝負を演じた。
その後は1983年の全国8位を最後にランキング上位からは遠ざかるようになったが、1987年と1988年にはニッポーテイオーとのコンビで安田記念・天皇賞（秋）・マイルCSを制覇、1989年にはウィナーズサークルで2度目のダービー制覇を果たしている。ニッポーテイオーは1986年のマイルCSを2着とすると、1987年の安田記念・宝塚記念も連続2着と惜敗続きの中、着実に手応えを掴む。郷原は自信を持って天皇賞（秋）へ臨むはずであったが、管理する久保田金造調教師があまりにも注文をつけてうるさかった。郷原が「それなら乗らない」と言ったところ、久保田が折れて「任せる」と言ってくれたが、レース直前になって「2番手で行こう」とまた言ってきた。郷原は勝つためには逃げた方が良いと考えていたので「逃げさせてくれないなら他の人を乗せてください」と言ったら、久保田は再び黙ってくれた。結果、ニッポーテイオーは逃げ切り勝ちするが、以降の天皇賞（秋）で逃げ切った馬はただの一頭も出ていない。続くマイルCSも早めに先頭に立ち、後ろから西日を浴びた他馬の影が見えたら追い出そうと考えていたが、最後まで影は見えず5馬身差の圧勝であった。ウィナーズサークルは同学年の松山康久調教師が「彼なら自分たちが考えている以上のことを、引き出してくれると思った」と2戦目の未勝利から依頼し、郷原も松山がクラシック制覇の期待をかけているのを感じ、スピードに勝る同馬に抑えるレースを覚えさせようとした。4戦目の1月にようやく初勝利を挙げたが、1番人気に推されたその後も2着が続き、3月半ばになった。松山はダートの平場を使うが、レース前に郷原は「きょうは行っちゃうよ。楽勝するから」と言った。松山は意外に思ったものの「任せるよ」とだけ返し、逃げたウィナーズサークルは2着に7馬身差を付け大勝。なんとか賞金が足りた次走の皐月賞で2着に入り、後に平成初のダービー馬で、茨城県産初のダービー馬、未だただ1頭の芦毛のダービー馬として競馬史に名を残す。このダービーで日刊スポーツ本紙予想の堀内泰夫は無謀にも1点予想に挑戦し、24頭立ての混戦レースで本命選びに迷っていたが「ダービーを勝つためにいろいろ教えてきた。もちろん期待しているよ」との郷原のひと言が決め手になり、◎ウィナーズサークル、○リアルバースデーとして見事に的中。堀内は50年を超えるキャリアの中でも会心の予想と振り返っているが、同時に「これも郷原さんのおかげ」と感謝している。堀内は新人記者時代、郷原に不躾に勉強不足の質問をして「講釈を垂れに来たのなら帰れ」と一喝されたことがあったが、郷原は翌日会った時には何事もなかったかのように笑顔で接してくれた。曲がったことには厳しくても、さっぱりした気性で根は優しい人物であった。
1986年から1988年にはレジェンドテイオーとのコンビで有馬記念に3年連続出走を果たし、1986年は一団のスタートから馬群を割るようにハナを切って先頭で直線へ入るが、直線で力尽きてダイナガリバーから0秒5差の6着。1987年も先頭でリズム良く運び、直線ではステッキに反応してあと1歩まで持ち込み、メジロデュレンに0秒3差の4着に粘った。1988年も逃げてオグリキャップの12着に終わったが、10番人気→6番人気→5番人気と果敢な逃げっぷりに、ファンの期待は年々高まった。1988年からは加賀武見の引退により日本騎手クラブの会長に選出され、引退まで5年間を務めた。1991年には次男の洋司がデビューするが、郷原は後に「最後の1年は倅に付き合ったようなものでした。彼は函館で落馬をして生死の境をさまよったことがあった。不幸中の幸いで、復帰できたけど、その後の人生は“もらった命”だから好きにすれば良いと思いました。だから引退すると聞いた時もとくに止めませんでした」と振り返っている。同年12月8日の中山第9競走北総特別をユーワビームで逃げ切って史上4人目となる通算1500勝を達成し、1992年1月に日本プロスポーツ大賞功労賞を受賞。1992年の新潟3歳ステークスではスピードアクセス（12頭中7着）に騎乗するが、洋司がマジックナイス（5着）で重賞初騎乗を果たしており、親子重賞騎乗を果たした。1993年1月17日の中山第1競走4歳未勝利でメイフレンドに騎乗し、岡潤一郎騎乗のブレイベストアダモをクビ差抑えて逃げ切ったのが最後の勝利となり、通算1515勝は史上第4位の記録（当時）となる。2月28日の中山牝馬ステークス・ダンスダンスダンス（13頭中8着）が最後の騎乗となり、同年限りで現役を引退。
騎手引退3日後の3月3日に調教師免許を取得し、1994年に厩舎を開業。騎手時代は威圧感とオーラを普段から醸し出し、記者に容易には取材をさせなかったが、調教師転身後は1オクターブ高い独特の声と飾らない人柄で雑談に応じた。1年目の1994年は3月5日の中山第6競走4歳新馬・ウィナーズジョージ（16頭中8着）で初出走を果たし、5月22日の東京第8競走湘南特別・ダンシングフレールで初勝利を挙げるが、共に鞍上は洋司であった。2年目の1995年には中山大障害（春）・アルハンブラハイで重賞初出走、関屋記念・デュエルオンワードで平地重賞初出走を果たすが、共に競走中止に終わる。1996年・1997年・1999年の12勝が最高成績と長らく目立った活躍がなかったが、1999年にゴーカイが東京オータムジャンプを制して重賞初勝利を挙げると、2000年には同馬が中山グランドジャンプを制して障害競走ながらGI初制覇を果たした。初の障害国際競走で初代チャンピオンに輝いたゴーカイは吉橋計オーナーと「勝ったら豪快に飲もう」という理由で命名した馬で、2001年には連覇を果たした。ゴーカイは前肢左右の爪がアンバランスで、故障と背中合わせであったが、9歳時に引退するまで2度、最優秀障害馬に育て上げた。2005年にはメジロマックイーン産駒でゴーカイの半弟のマイネルユニバースが活躍し、新潟ジャンプステークスではメジロライアン産駒メジロベイシンガーの2着、阪神ジャンプステークスではアズマビヨンドの3着、東京オータムジャンプでも3着であった。2008年からはゴーカイ産駒のオープンガーデンが活躍し、2008年は東京ハイジャンプで14頭中12番人気ながらテイエムエース・キングジョイに次ぐと同時にミヤビペルセウス・テイエムトッパズレ・コウエイトライを抑えての3着と好走。2009年は中山GJでスプリングゲント・キングジョイ、中山大障害ではキングジョイ・メルシーエイタイムに次ぐ3着、東京ジャンプステークスではエイシンボストンの2着に入る。2010年の中山GJでは終始ハナを切り続け、最後の障害も先頭で飛び終えて粘り込みの態勢に入るテイエムトッパズレを交わして外から抜け出すが、メルシータカオーを伯父に持つメルシーモンサンが内からやってきて競り合いを演じ、クビ差の2着と涙を飲んだ。2009年2月7日の東京第1競走3歳未勝利・スノーレーザーで通算100勝を挙げ、翌28日にも東京第1競走3歳未勝利・ユウキハングリーで勝利し、2001年10月以来7年ぶりの2日連続勝利をマーク。2010年5月15日の東京第5競走3歳未勝利・ユウキサンオーラが最後の勝利となり、2011年2月10日、騎手引退日と同じ2月28日をもって定年を3年残して調教師を引退することがJRAより発表された。引退に際してはゴーカイとその産駒に対して「助けられ、励まされ、楽しませてもらいました」とのコメントを残した。最後の日となった26日は中山・阪神・小倉で1鞍ずつの計3鞍を出走させ、中山第4競走障害4歳以上未勝利・ディアマイホースと小倉第8競走4歳以上500万下・ユウキハングリーの2着が最高であった。
調教師引退後は評論家として活躍し、東京スポーツで全GI前日に『郷原洋行のGI指南』を連載。2016年2月には日刊スポーツ連載『明日への伝言 先人から競馬界の後輩へ』に登場し、若手騎手の育成論を熱く語ったこともあった。引退後も毎週水曜と金曜に美浦トレセンへ顔を出して、柔和な笑顔で後進にアドバイスを送っていたほか、トレセンで働く息子たちや馬の活躍を楽しみにしていた。スタンド1階の隅の一室で、隠れるようにして調教を見ていたが、その理由について、「私の顔を見れば、若い人達だって、何某か声をかけなければ、という気持ちになっちゃうだろう?そうやって気を使わせるのは申し訳ないから、出来るだけ目立たないところで見るようにしているんだ」と語っている。
2014年には功績が認められて競馬殿堂入りを果たしたが、2019年に夫人に先立たれた後は、郷原も体調を崩して入退院を繰り返す。
2020年1月31日、死去。76歳没。

## 騎手としての特徴
- 騎手時代は、馬を力強く追うことから「剛腕・郷原」と呼ばれ、野平祐二は郷原を評して「馬を追えることにかけては日本競馬史上最も秀でた騎手」と賞賛を送っている[30]。また、郷原自身も騎乗技術の手本としたのは野平であり、異名から想起されるイメージとは異なり、リスクの少ない先行抜け出しを好んだ。フェアでスマートな騎乗が身上であり、郷原は「野平さんの全てを見習った」としている[31][32]。郷原は馬を追う時に大切なこととして「空気抵抗を避ける、ハミを固定する、馬の動きを妨げない」とし、「腕っ節の強さはあまり関係ない」と「剛腕」の異名を自ら否定する発言を言っている[30]。また、同じ関東所属の加賀とは自他共に認めるライバルであり、「加賀と郷原が同じレースで逃げ馬に乗っていたら、競り合って潰れるから馬券は買うな」という格言もあった[30]。

- 郷原は特別に腕力があったわけではなく、馬上で決して余計な動きをせず、道中で負担をかけずに導いたため、馬は最後まで頑張れた。騎乗スタイルは緻密なレース運びの保田、フォームがきれいな野平、豪快に狭いスペースを割る伊藤竹男を参考とし、後に3人の内の誰とも違う自分の形ができた[29]。

- 騎手生活を通じて牝馬限定競走のビッグタイトルに縁がなく、その点では牝馬クラシック2勝を挙げている加賀と対照的で、1988年のオークスでサンキョウセッツに騎乗した際、フジテレビで実況を務めた堺正幸が勝ったコスモドリームをサンキョウセッツと誤認し「郷原やっと牝馬のタイトル、クラシックタイトルを制しました」と実況される珍事が発生している。牝馬での活躍がなかったことについて、郷原自身は「そんな異名（剛腕）が付いちゃったから、牝馬の依頼がなかったんじゃないかな。郷原を乗せたら馬が壊れるんじゃないかって」と受け流している[33]。

## 通算成績

### 騎手成績
| 年     | 区分 | 1着   | 2着   | 3着   | 4着以下 | 騎乗数 | 勝率 | 連対率 | 備考                                                            |
| ------ | ---- | ----- | ----- | ----- | ------- | ------ | ---- | ------ | --------------------------------------------------------------- |
| 1962年 | 平地 | 7     | 7     | 4     | 59      | 77     | .091 | .182   |                                                                 |
| 1962年 | 障害 | 1     | 0     | 2     | 1       | 4      | .250 | .250   |                                                                 |
| 1963年 | 平地 | 30    | 25    | 22    | 134     | 211    | .142 | .261   |                                                                 |
| 1963年 | 障害 | 1     | 0     | 1     | 2       | 4      | .250 | .250   |                                                                 |
| 1964年 | 平地 | 38    | 28    | 34    | 173     | 275    | .138 | .240   |                                                                 |
| 1965年 | 平地 | 45    | 52    | 44    | 223     | 364    | .124 | .266   | 通算100勝達成（8月14日）                                        |
| 1966年 | 平地 | 64    | 66    | 54    | 218     | 402    | .159 | .323   |                                                                 |
| 1967年 | 平地 | 79    | 76    | 53    | 295     | 503    | .157 | .308   | 関東リーディングジョッキー（全国2位）                           |
| 1968年 | 平地 | 85    | 81    | 67    | 452     | 585    | .145 | .284   |                                                                 |
| 1969年 | 平地 | 71    | 56    | 62    | 370     | 559    | .127 | .227   |                                                                 |
| 1970年 | 平地 | 62    | 66    | 61    | 286     | 475    | .131 | .269   |                                                                 |
| 1971年 | 平地 | 59    | 50    | 41    | 234     | 384    | .154 | .284   | 通算500勝達成（4月11日）                                        |
| 1972年 | 平地 | 46    | 41    | 35    | 185     | 307    | .150 | .283   |                                                                 |
| 1973年 | 平地 | 59    | 55    | 51    | 247     | 412    | .143 | .277   |                                                                 |
| 1974年 | 平地 | 71    | 61    | 56    | 284     | 472    | .150 | .280   | 関東リーディングジョッキー（全国2位）                           |
| 1975年 | 平地 | 80    | 82    | 64    | 298     | 524    | .153 | .309   | 関東リーディングジョッキー（全国2位）                           |
| 1976年 | 平地 | 59    | 55    | 38    | 278     | 430    | .137 | .265   |                                                                 |
| 1977年 | 平地 | 61    | 60    | 39    | 268     | 428    | .143 | .283   |                                                                 |
| 1978年 | 平地 | 75    | 68    | 49    | 196     | 388    | .193 | .368   | 関東リーディングジョッキー（全国2位）                           |
| 1979年 | 平地 | 64    | 66    | 52    | 281     | 463    | .138 | .281   | 全国リーディングジョッキー 通算1000勝達成（1月15日・史上4人目） |
| 1980年 | 平地 | 46    | 49    | 35    | 259     | 389    | .118 | .244   |                                                                 |
| 1981年 | 平地 | 36    | 42    | 31    | 211     | 320    | .113 | .244   |                                                                 |
| 1982年 | 平地 | 51    | 45    | 43    | 286     | 425    | .120 | .226   |                                                                 |
| 1983年 | 平地 | 53    | 41    | 37    | 318     | 449    | .118 | .209   |                                                                 |
| 1984年 | 平地 | 32    | 29    | 33    | 251     | 345    | .093 | .177   |                                                                 |
| 1985年 | 平地 | 40    | 31    | 42    | 268     | 381    | .105 | .186   |                                                                 |
| 1986年 | 平地 | 30    | 35    | 39    | 258     | 362    | .083 | .180   |                                                                 |
| 1987年 | 平地 | 35    | 38    | 32    | 254     | 359    | .097 | .203   | 通算10000回騎乗達成（3月14日・史上2人目）                       |
| 1988年 | 平地 | 37    | 32    | 36    | 275     | 380    | .097 | .182   |                                                                 |
| 1989年 | 平地 | 36    | 31    | 22    | 286     | 375    | .096 | .179   |                                                                 |
| 1990年 | 平地 | 30    | 31    | 38    | 275     | 374    | .080 | .163   |                                                                 |
| 1991年 | 平地 | 17    | 26    | 21    | 188     | 252    | .067 | .171   | 通算1500勝達成（12月8日・史上4人目）                            |
| 1992年 | 平地 | 13    | 15    | 19    | 148     | 195    | .067 | .144   |                                                                 |
| 1993年 | 平地 | 2     | 3     | 2     | 26      | 33     | .062 | .152   | 引退（2月28日）                                                 |
| 計     | 平地 | 1,513 | 1,443 | 1,256 | 7,686   | 11,898 | .127 | .248   |                                                                 |
| 計     | 障害 | 2     | 0     | 3     | 3       | 8      | .250 | .250   |                                                                 |
| 計     | 総計 | 1,515 | 1,423 | 1,259 | 7,689   | 11,906 | .127 | .248   |                                                                 |

|            | 日付          | 競馬場  | 競走名        | 馬名           | 頭数 | 人気 | 着順 |
| ---------- | ------------- | ------- | ------------- | -------------- | ---- | ---- | ---- |
| 初騎乗     | 1962年3月17日 | 中山2R  | 4歳未勝利     | シオカゼオー   | 12頭 | 11   | 12着 |
| 初勝利     | 1962年4月22日 | 中山1R  | 4歳以上20万下 | アイデアル     | 22頭 | 3    | 1着  |
| 重賞初騎乗 | 1963年9月24日 | 東京10R | クイーンS     | ミチアサ       | 8頭  | 8    | 7着  |
| 重賞初勝利 | 1966年2月27日 | 東京10R | 弥生賞        | タマシユウホウ | 14頭 | 8    | 1着  |
| GI級初騎乗 | 1964年4月19日 | 東京10R | 皐月賞        | アカネオーザ   | 24頭 | 16   | 6着  |
| GI級初勝利 | 1967年4月30日 | 中山10R | 皐月賞        | リユウズキ     | 14頭 | 3    | 1着  |

#### 主な騎乗馬
※括弧内は郷原騎乗による優勝重賞競走。太字はGI級レース。
- クリライト（1964年京王杯スプリングハンデキャップ）
- スズイサミ（1965年アラブ王冠 (秋)）
- タマシュウホウ（1966年弥生賞）
- ヒロイサミ（1966年日本短波賞, セントライト記念）
- シェスキイ（1966年・1967年クモハタ記念、1968年中山記念, 安田記念, 毎日王冠）
- リユウズキ（1967年皐月賞, 函館記念）
- キタノダイオー（1967年北海道3歳ステークス）
- クリアヤメ（1968年カブトヤマ記念）
- ハシイワ（1968年アラブ王冠 (秋)）
- クリシバ（1970年京王杯オータムH, 毎日王冠, セントライト記念, ダービー卿チャレンジトロフィー）
- スズランパス（1970年京成杯3歳ステークス）
- スイノオーザ（1970年クモハタ記念）
- メジロゲッコウ（1971年弥生賞, スプリングステークス）
- トモエオー（1971年函館3歳ステークス, 北海道3歳ステークス）
- アポスピード（1971年札幌記念）
- カツタイコウ（1971年カブトヤマ記念）
- クリイワイ（1973年金杯 (東)）
- キクノツバメ（1973年クイーンカップ）
- イチフジイサミ（1973年日本短波賞、1974年オールカマー、1975年天皇賞 (春)）
- ユウシオ（1973年ダービー卿チャレンジトロフィー、1974年東京新聞杯）
- ブルスイショー（1973年カブトヤマ記念）
- レスターホース（1974年クイーンカップ）
- キャッシュボア（1974年4歳牝馬特別 (東)）
- ザオーリュウジン（1974年ダービー卿チャレンジトロフィー）
- イナリニウドー（1975年函館3歳ステークス）
- グレートセイカン（1976年札幌記念, オールカマー、1977年ダービー卿チャレンジトロフィー）
- ニッポーキング（1976年セントライト記念, クモハタ記念、1977年京王杯スプリングH、1978年安田記念）
- プレストウコウ（1977年京都新聞杯, セントライト記念, 菊花賞）
- ヒロノスキー（1978年4歳牝馬特別 (東)）
- ジェットバージ（1978年京成杯3歳ステークス）
- カシュウチカラ（1979年天皇賞 (春)）
- マークヒリュウ（1979年ダービー卿チャレンジトロフィー）
- スリージャイアンツ（1979年天皇賞 (秋)）
- オペックホース （1980年東京優駿）
- ビッグディザイアー（1980年北海道3歳ステークス）
- トドロキヒホウ（1981年東京4歳ステークス, 弥生賞）
- エビスクラウン（1982年京王杯スプリングハンデキャップ）
- ドウカンヤシマ（1982年京成杯3歳ステークス）
- ミナガワマンナ（1983年アルゼンチン共和国杯）
- ブライトシンボリ（1983年ステイヤーズステークス）
- ハヤテミグ（1984年日経賞, 関屋記念）
- ユキノローズ（1985年4歳牝馬特別 (東), 1986年中山牝馬ステークス）
- チェスナットバレー（1986年日経賞）
- ニッポーテイオー（1986年ニュージーランドトロフィー4歳ステークス, 函館記念, スワンステークス、1987年京王杯スプリングカップ, 天皇賞 (秋), マイルチャンピオンシップ、1988年安田記念）
- ミトモスイセイ（1986年セイユウ記念）
- ナカミジュリアン（1987年クイーンカップ）
- ミヨノスピード（1987年札幌3歳ステークス）
- ミヨノゴールド（1988年札幌3歳ステークス）
- レジェンドテイオー（1988年アルゼンチン共和国杯）
- ベルベットグローブ（1989年フェブラリーハンデキャップ）
- ウィナーズサークル（1989年東京優駿）
- クリロータリー（1989年アルゼンチン共和国杯）
- アイビートウコウ（1989年ダービー卿チャレンジトロフィー）
- リストレーション（1991年牝馬東京タイムズ杯）

その他
- ウメノチカラ
- カブトシロー
- コクサイプリンス
- ゴールドマウンテン
- サンオーイ
- タカラスチール
- タケデンバード
- タニノハローモア
- ハワイアンイメージ
- ヒシマサル
- ホワイトフォンテン
- マキノホープ
- メジロファントム
- ミスタートウジン
- モンタサン

### タイトル
- 最多勝利：1回（1979年）
  - 関東リーディング：6回（1967年、1972年、1974年、1975年、1978年、1979年） ※6回は歴代5位[34]
- 最多賞金獲得：2回（1967年、1979年）
- フェアプレー賞：5回（1980年、1982年、1983年、1989年、1990年）

### 調教師成績
| 通算成績 | 1着 | 2着 | 3着 | 出走回数 | 勝率 | 連対率 |
| -------- | --- | --- | --- | -------- | ---- | ------ |
| 平地     | 82  | 109 | 125 | 2450     | .033 | .078   |
| 障害     | 22  | 31  | 27  | 298      | .074 | .179   |
| 計       | 104 | 140 | 152 | 2748     | .038 | .089   |

|            | 日付           | 競馬場・開催  | 競走名               | 馬名               | 頭数 | 人気 | 着順 |
| ---------- | -------------- | ------------- | -------------------- | ------------------ | ---- | ---- | ---- |
| 初出走     | 1994年3月5日   | 2回中山3日6R  | 4歳新馬              | ウイナーズジョージ | 16頭 | 8    | 8着  |
| 初勝利     | 1994年5月22日  | 3回東京2日8R  | 湘南特別             | ダンシングフレール | 15頭 | 7    | 1着  |
| 重賞初出走 | 1995年8月6日   | 3回福島8日11R | 関屋記念             | デュエルオンワード | 12頭 | 12   | 中止 |
| 重賞初勝利 | 1999年10月24日 | 4回東京6日10R | 東京オータムジャンプ | ゴーカイ           | 8頭  | 5    | 1着  |
| GI初出走   | 1997年5月11日  | 2回東京8日11R | NHKマイルカップ      | ロイヤルブルー     | 18頭 | 18   | 14着 |
| GI初勝利   | 2000年4月15日  | 3回中山7日11R | 中山グランドジャンプ | ゴーカイ           | 16頭 | 1    | 1着  |

#### 主な管理馬
- ゴーカイ（1999年東京オータムジャンプ、2000年・2001年中山グランドジャンプ、2000年京都ハイジャンプ）

## 主な厩舎所属者
※太字は門下生。括弧内は厩舎所属期間と所属中の職分。
- 野崎孝仁（1998年-2000年 騎手）